# Xiuladora de les Tonga
La xiuladora de les Tonga (Pachycephala jacquinoti) és un ocell de la família dels paquicefàlids (Pachycephalidae).

## Hàbitat i distribució
Habita els boscos del grup Vava'u i l'illa de Late, a les Tonga septentrionals.